# Alois Johannes Lippl
Alois Johannes Lippl (* 21. Juni 1903 in München; † 8. Oktober 1957 in Gräfelfing) war ein bayerischer Intendant, Regisseur, Dramaturg und Drehbuchautor.

## Leben
Alois Johannes Lippl war Sohn niederbayerischer Eltern. Bevor er 20 Jahre alt war, hatte er bereits sein erstes Theaterstück, Totentanz, geschrieben. In den zwanziger Jahren begann er seine praktische Theaterarbeit nach der Beendigung des Universitätsstudiums bei den sogenannten Spielscharen der damaligen Jugendbewegungen. Bis 1935 war er Leiter der Hörspielabteilung des Münchener Rundfunks. Danach betätigte er sich als Drehbuchautor, sowie als Theater- und Filmregisseur, wobei er um 1930 mit Karl-Heinz Stroux erstmals Synchronisierungen englischsprachiger Tonfilme erstellte.

Schreiben an die amerikanische Militärregierung wegen Reiseerlaubnis für Lilo Ramdohr, Juli 1948. In der Funktion des Intendanten des Staatsschauspiels verfasste Lippl diesen Brief, der eigentlich in seinem Aufgabenbereich als Leiter des Jugendringes lag.

Nach dem Zweiten Weltkrieg war Alois Lippl zunächst Chefredakteur der Münchener Katholischen Kirchenzeitung und bei Echo der Woche. Im Juli 1947 war er mit Gerhard Fauth und Harry Schulze-Wilde an der Organisation der von den US-Behörden unterstützten mehrtägigen Ersten Internationalen Jugendkundgebung 1947 beteiligt, auf der Redner wie André Gide, Joseph Rovan und Ignazio Silone sprachen. Von 1946 bis 1947 war Lippl Vorsitzender des Landesjugendausschusses und dann Präsident des 1947 gegründeten Bayerischen Jugendringes. Von Mai 1948 wurde er außerdem als Nachfolger von Paul Verhoeven zum Intendant des Bayerischen Staatsschauspiels ernannt und blieb dies bis August 1953, als sein Vertrag von Kultusminister Josef Schwalber nicht mehr verlängert wurde. Daneben war Lippl stets als Autor und Regisseur für Hörspiele und Fernsehproduktionen mit oftmals volkstümlich-bayerischem und heimatbezogenem Inhalt, wie etwa Die Bauernpassion von Richard Billinger (1955), tätig. Zudem wurde er Präsident des Bayerischen Rundfunkrates, wobei er am 25. Januar 1949 von der amerikanischen Militärregierung die erstmalige Lizenz für den Bayerischen Rundfunk entgegennahm. In dieser Position blieb er, bis er 1957 an plötzlichem Herzinfarkt in seinem Haus in Gräfelfing verstarb.
Alois Johannes Lippl war mit Barbara Lippl, geborene Hermann, verheiratet und begründete die Künstlerfamilie Lippl. Er war der Vater von vier Kindern, unter anderem Andreas Lippl und Martin Lippl.

## Ehrungen (Auswahl)
In seinem einstigen Wohnort Gräfelfing – wo auch sein Grab liegt –
ist eine Straße nach ihm benannt, und in München-Sendling der Alois-Johannes-Lippl-Weg. In Thyrnau im Bayerischen Wald trägt die Grundschule seinen Namen.

## Das Lippl-Haus
1934 beauftragte Lippl den Münchener Architekten Sep Ruf mit dem Entwurf eines Wohnhauses in der Geigerstraße 6. Das Haus wurde 1937 fertiggestellt und weist eine für Bauwerke in der Zeit des Nationalsozialismus untypische moderne asymmetrische Fassade mit Öffnungen unterschiedlicher Größe und einer Loggia mit Sonnenhof und kleiner Terrasse auf. In dem Haus lebte Lippl bis zu seinem Tod. Das Gebäude ist heute (2008) im Originalzustand erhalten.

## Werke

### Laienspiele
- Der Totentanz
- Die getreue Magd
- Das Überlinger Münsterspiel  (1924)
- Die Prinzessin von der Erbse
- Messer Pomposi de Frascati, oder die Launen des eifersüchtigen Harlekins
- Der heimliche Bauer
- Rorate coeli
- Der Aufgang des Sterns
- Das Salzburger Krippenspiel
- Bauernkantate am Palmarum
- Auferstehung, ein österliches Spiel

### Theaterstücke
- Die Pfingstorgel
- Der Holledauer Schimmel
- Das Schloß an der Donau
- Der Passauer Wolf
- Der blühende Lorbeer
- Andreas Hofer
- Schwefel, Baumöl und Zichorie oder die drei gefühlvollen Gewürzkrämer

### Hörspiele
- Totentanz
- Die Pfingstorgel
- Der Holledauer Schimmel
- Der Engel mit dem Saitenspiel
- Das Schloß an der Donau
- Da Hias und s' Linerl
- Der Passauer Wolf
- Der Glockenkrieg
- Die Apostelwascher
- Der Monopteros. Ein Münchner Bilderbogen durch alle möglichen Jahre und Jahreszeiten, Tage und Stunden.

### Drehbuch
- 1935: Ehestreik
- 1936: Die letzten Vier von Santa Cruz
- 1937: Spiel auf der Tenne
- 1938: Der Spieler
- 1944: Der Engel mit dem Saitenspiel (nach seinem Hörspiel)
- 1944/49: Ein Herz schlägt für Dich
- 1956: Wo der Wildbach rauscht
- 1957: Heiraten verboten
- 1965: Die Pfingstorgel (TV; nach seinem Hörspiel)
- 1968: Der Holledauer Schimmel (TV)

### Regie
- 1937: Der Schimmelkrieg in der Holledau (auch Buch; mit Elise Aulinger und Heli Finkenzeller)
- 1939: Grenzfeuer
- 1939: Rheinische Brautfahrt
- 1940: Les Risque-tout
- 1940: Im Schatten des Berges (auch Buch; mit Attila Hörbiger und Hansi Knoteck)
- 1941: Der siebente Junge (auch Buch)
- 1941: Alarmstufe V (auch Buch)
- 1945: Der Erbförster (mit Eugen Klöpfer und Otto Gebühr)
- 1955: Die Bauernpassion (TV; mit Ina Peters und Fritz Rasp)
- 1955: Der Grüne Kakadu (TV; mit Gerd Brüdern und Rolf Castell)